# 费利克斯·塔拉先科
费利克斯·彼得罗维奇·塔拉先科（俄语：Феликс Петрович Тарасенко，1932年3月6日—2021年1月1日），俄罗斯应用数学家，系统分析理论的创始人之一。

## 生平
1932年生于薩拉托夫。毕业于托木斯克国立大学物理系，1959年获得物理学副博士学位。1967年至1968年，他在非洲坦桑尼亚达累斯萨拉姆大学任教。1969年至1970年，他在西伯利亚物理技术研究所担任高级研究员。1975年获得全博士学位，此后在托木斯克国立大学任教。1992年至2012年，他担任托木斯克国立大学俄美人文学院院（1998年改称国际管理学院）。他是系统分析理论的创始人之一。2021年1月1日逝世。